# Boston, Massachusetts
Boston (IPA: [ˈbɒstən]) je glavno mesto Skupnosti Massachusettsa. Je največje mesto v Novi Angliji ter eno največjih, najstarejših in najbogatejših mest v ZDA. Mesto Boston je po številu prebivalcev (dobrih 600.000) na 21. mestu v ZDA. Hkrati je Boston jedro velemestnega območja, kjer živi več kot 4,5 milijona ljudi in je deseto največje v ZDA.
Boston je eno najpomembnejših ameriških visokošolskih središč, saj se v mestu in okolici nahajajo številne univerze in kolidži, velik pomen pa ima tudi kot medicinsko središče. Gospodarstvo mesta poleg tega temelji na raziskavah, elektroniki, tehniki, financah in tehnologiji, zlasti biotehnologiji. V Bostonu je najvišja gostota delovnih mest v ZDA, kar med drugim botruje višanju življenjskih stroškov, ki so prav tako med najvišjimi v ZDA. Kljub temu se Boston uvršča razmeroma visoko med svetovnimi mesti po kakovosti bivanja. 

## Zgodovina
Mesto so leta 1630 ustanovili puritanski kolonisti iz Anglije. V drugi polovici 18. stoletja je bil Boston prizorišče več pomembnih dogodkov v ameriški revoluciji, najbolj znana sta bostonski pokol in bostonska čajanka. V mestu in okolici se je odvilo več zgodnjih bitk v ameriški vojni za neodvisnost, med njimi bitka pri Bunker Hillu in obleganje Bostona.
Boston se je po ameriški osamosvojitvi naglo širil ter postal pomembno pristanišče in središče proizvodnje. Bogata zgodovina mesta danes v Boston privabi več kot 16 milijonov turistov letno. 
V Bostonu so se zgodili številni mejniki, med njimi prva ameriška javna šola, »Boston Latin School« (1635), in prvi ameriški kolidž, »New College« (danes Univerza Harvard), ustanovljen leta 1636 v sosednjem Cambridgeu. 
V Bostonu so odprli tudi prvo podzemno železnico v ZDA.
Leta 2013 je bil Boston prizorišče bombnega teroritičnega napada.

## Pobratena mesta
Boston ima osem pobratenih mest in uradne prijateljske odnose še s tremi mesti.
- Kjoto, Japonska
- Strasbourg, Francija
- Barcelona, Španija
- Hangzhou, Ljudska republika Kitajska
- Padova, Italija
- Melbourne, Avstralija
- Tajpej, Tajvan
- Sekondi-Takoradi, Gana

Prijateljska mesta:
- Boston, Lincolnshire, Združeno kraljestvo
- Haifa, Izrael
- Valladolid, Španija